# Groß Schacksdorf-Simmersdorf
Groß Schacksdorf-Simmersdorf (baix sòrab: Tšěšojce-Žymjerojce) és un municipi alemany que pertany a l'estat de Brandenburg. Forma part de l'Amt Döbern-Land i fou constituït com a municipi el 2001.